# Johann Adolf Hasse
Johann Adolph Hasse (24. března 1699 Bergedorf – 16. prosince 1783 Benátky) byl německo-italský tenorista a hudební skladatel.

## Život
Narodil se v hudební rodině 24. března 1699 v malé vesnici Bergedorf u Hamburku v Dolním Sasku. Jeho pradědeček Peter Hasse byl varhaníkem v Lübecku v kostele sv. Marie a byl znám i jako skladatel. Dědeček, otec i bratr byli postupně varhaníky v Bergedorfu.
Ve věku 15 let odešel studovat zpěv do Hamburku. Po třech letech studia se stal v roce 1718 na doporučení Johanna Ulricha Königa, sekretáře a básníka saského královského dvora, členem hamburské operní společnosti. V roce 1721 získal místo tenoristy v divadle vévody brunšvicko-wolfenbüttelského a na této scéně také uvedl svou první operu „Antioco“, ve které sám zpíval hlavní roli.
V roce 1722 se rozhodl, že stejně jako řada jeho současníků, musí navštívit kolébku operního zpěvu – Itálii. Navštívil hlavní hudební centra, Benátky, Florencii, Bolognu a Řím, až se konečně natrvalo usídlil v Neapoli. Studoval u Alessandra Scarlattiho a Nicola Porpory.
V roce 1725 obdržel zakázku na serenádu pro dva hlasy. Vznikla tak skladba „Antonio e Cleopatra“, kterou provedli dva nejvýznamnější neapolští pěvci: Carlo Broschi, známější pod jménem Farinelli, a Vittoria Tesi. Skladba měla značný úspěch a neapolský král Karel VI. proto nechal u něho objednat operu. Lze říci, že právě tato skladba odstartovala jeho úspěšnou kariéru operního skladatele.
V průběhu následujících šesti let zkomponoval pro královský dvůr sedm oper. První z nich „Sesostrate“ měla premiéru v Teatro San Bartolomeo u příležitosti devátých narozenin princezny Marie Terezie 13. května 1726.
V roce 1730 dosáhl dalšího významného úspěchu, když se mu podařilo prorazit v Benátkách během karnevalové sezóny operou „Artaserse“ a na text tehdy nejoblíbenějšího básníka a libretisty Pietra Metastasia. Árie z této opery: „Pallida il sole“ a „Parto qual pastorello“ patří dodnes mezi nejznámější a nejhranější operní árie 18. století.
V Benátkách se také oženil. Jeho životní družkou se stala vynikající zpěvačka Faustina Bordoni. Manželství bylo podle všech známek šťastné. Faustina provázela svého manžela ve všech peripetiích jeho života a účinkovala v jeho dílech. Měli spolu tři děti.

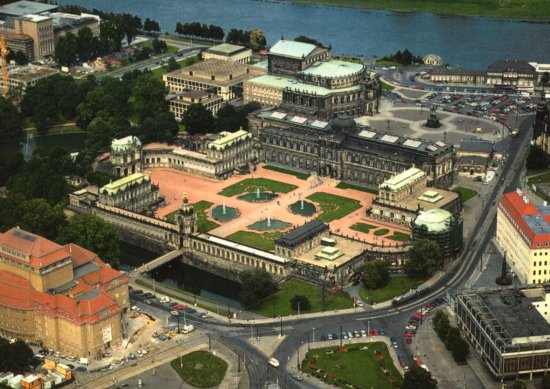
Zámek Zwinger v Drážďanech

Saský kurfiřt Friedrich August I. Silný jej povolal do Drážďan, udělil mu titul „Primo maestro di capella di S. M. Re Augusto di Polonia ed Elettore di Sassonia“ a jmenoval jej kapelníkem drážďanské opery. Drážďanská Hofkapelle byla v té době největším evropským orchestrem a i pěvecký ansámbl drážďanské opery byl v té době patrně nejkvalitnější na sever od Alp.
Na počátku roku 1731 vykonal svoji první cestu k vídeňskému dvoru Karla VI., aby řídil provedení svého oratoria Daniello. Ve Vídni jej však postihl záchvat dny, se kterou pak bojoval celý život. Zpět k drážďanskému dvoru se dostal až v červnu 1731, ale okamžitě byl pohlcen dvorními povinnostmi. Za začátek „Hasseho éry“ v drážďanském hudebním životě lze považovat soukromé představení opery Cleofide pro kurfiřta a členy jeho rodiny, které se konalo 17. srpna. Veřejné představení následovalo 13. září v Kurfiřtském divadle na zámku Zwinger. Na tomto jevišti se také v následujících 44 letech konaly premiéry jeho 44 oper. Zdá se být doložené, že toto představení navštívil Johann Sebastian Bach se svým synem Wilhelmem Friedemannem a že naopak on sám hned následující den navštívil varhanní koncert J. S. Bacha v chrámu sv. Sofie (Sophienkirche).
7. října 1731 řídil svoji kantátu „La gloria Sassonia“ na počest narozenin korunního prince a hned poté odjel do Itálie, aby řídil provedení svých oper v Turíně, Římě, Benátkách, Neapoli a Bologni.
1. února 1733 zemřel kurfiřt Fridrich August I. Silný a za jeho nástupce Fridricha Augusta II. se hudební život v Drážďanech ještě zintensivnil. Na konci roku 1734 dvůr přesídlil do Varšavy a proto byl uvolněn pro své závazky v Itálii. Usídlil se v Benátkách, uváděl zde své opery a pro otevření Teatro Pubblico del Sole v Pesaru zkomponoval operu „Tito Vespasiano“ na text, který později zhudebnil i Wolfgang Amadeus Mozart pro korunovaci císaře Leopolda II. v Praze pod názvem „La clemenza di Tito“.

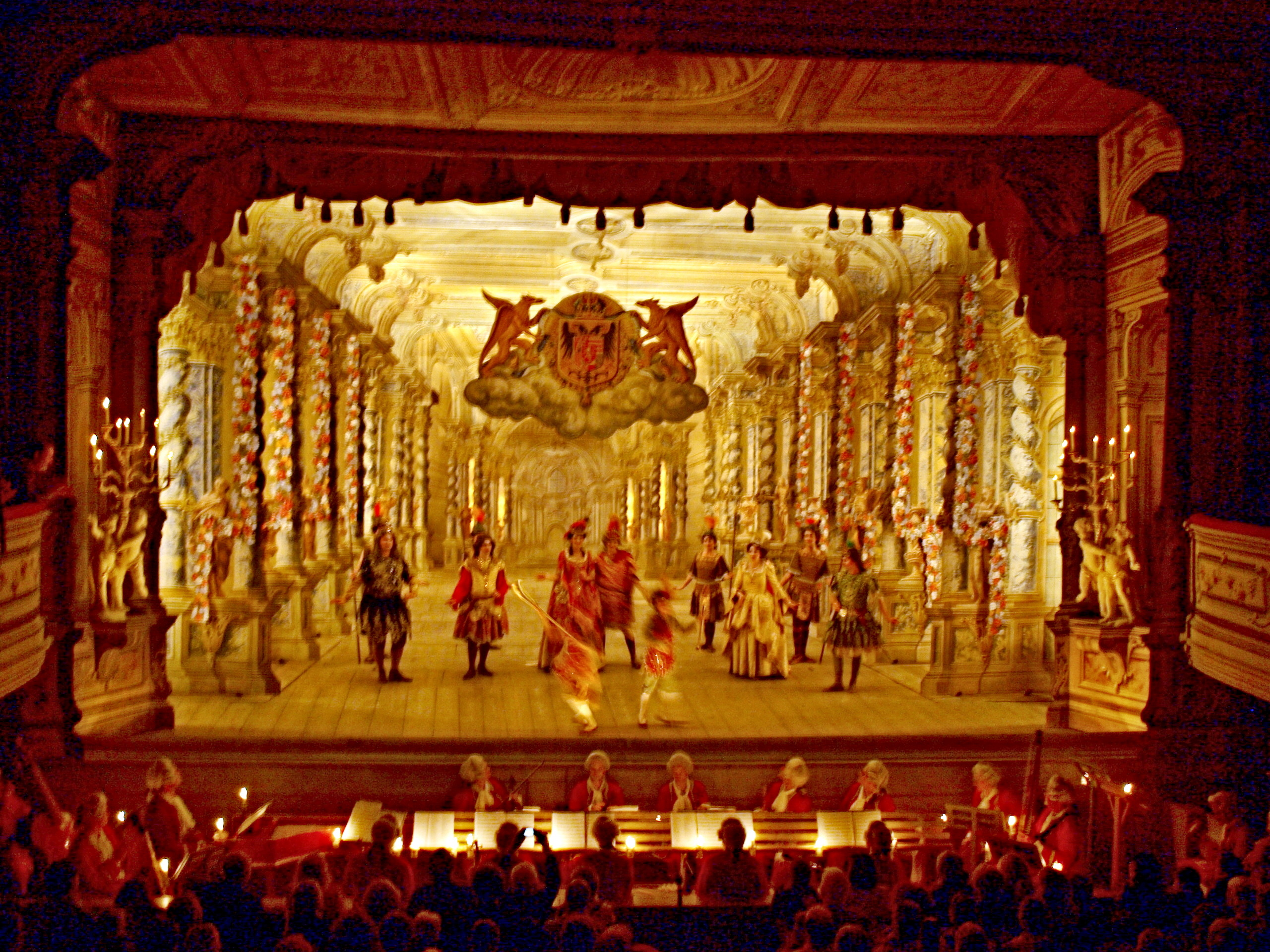
Novodobé provedení opery l'Ipermestra v barokním zámeckém divadle v Českém Krumlově

Do Drážďan se vrátil až v lednu 1737. Stal se takřka součástí protokolu kurfiřtského dvora a jeho opery byly uváděna k nejrůznějším slavnostním příležitostem („Atalanta“ ke jmeninám carevny Anny, „Asteria“ k jmeninám kurfiřta, „Irene“ opět na počest carevny Anny, „Alfonso“ ke sňatku princezny Marie Amálie s Karlem, králem obojí Sicílie a později španělským králem Karlem III. nebo ve Vídni opera „Ipermestra“ ke sňatku Marie Anny Habsburské s Karlem Alexandrem Lotrinským).
Král Fridrich II. Veliký navštívil Drážďany na počátku roku 1742 u příležitosti podpisu dohody, která mu dávala vládu nad Slezskem. Zhlédl zde představení jeho opery „Lucio Papirio“ a od té chvíle byla jeho díla pravidelně hrána i Postupimi a Berlíně až do královy smrti v roce 1786.

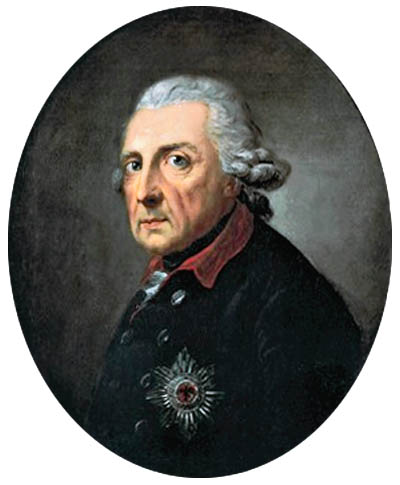
Friedrich II. Veliký

V roce 1751 Faustina Bordoniová, která do té doby věrně provázela manžela a účinkovala ve všech jeho premiérách, odešla na odpočinek s ročním platem 3000 tolarů. V témže roce zkomponoval Mši d-moll a Te Deum pro otevření nového chrámu (Hofkirche), ve kterém byly instalovány poslední varhany, které navrhl proslulý stavitel varhan Gottfried Silbermann.
Uprostřed příprav na zahájení podzimní sezóny roku 1756 vypukla sedmiletá válka. Vojska Fridricha II. okupovala Drážďany a v říjnu toho roku byla saská armáda poražena v bitvě u Pirny. Hasse se však tato změna nijak zvlášť nedotkla, neboť s císařem Fridrichem žil ve velmi dobrých vztazích a řídil pro něj všechna představení v Drážďanech až do příjezdu Fridrichova dvorního kapelníka Jiřího Bendy. Poté mu byl povolen odjezd do Itálie.
Ačkoliv stále ještě komponoval opery pro dvůr, který byl dočasně v bezpečí ve Varšavě, jeho úspěšná kariéra se chýlila ke konci. Fridrich August II. zemřel a jeho nástupce, Fridrich Kristián, zdědil zemi zcela vyčerpanou. Stejně tak i další evropská hudební centra, jako Vídeň, Neapol i Berlín z ekonomických důvodů omezovala nákladná operní představení. Proto byl (společně se svou manželkou Faustinou) propuštěn ze služeb dvora bez nároku na penzi. Přesto ještě řídil pohřební slavnosti za Fridricha Kristiána, který zemřel na černé neštovice po pouhém roce vlády.
Odcestoval do Vídně, kde se mu dostalo vřelého přijetí. To již i byl velmi vážně nemocen. Jeho poslední opera „Il Ruggiero ovvero L'eroica grattitudine“ byla komponována na objednávku císařovny Marie Terezie. Jeho zdravotní stav byl tak vážný, že větší část díla diktoval své dceři Peppině.
V roce 1771 se také v Miláně poprvé a naposledy sešel s Wolfgangem Amadeem Mozartem, který velmi obdivoval jeho dílo. Roku 1772 se usadil v Benátkách a vedl tichý život s manželkou a dcerou. Věnoval se pouze pedagogické činnosti a skládal již jen hudbu chrámovou.
Jeho manželka Faustina zemřela 4. listopadu 1781 a on sám ji přežil pouze o dva roky. Zemřel 16. prosince 1783. Navzdory obrovské proslulosti, která jej celý život provázela, zemřel zapomenutý a byl pohřben v prostém, neoznačeném hrobě. Pomník u jeho hrobu byl postaven až v roce 1820. Posledním jeho dílem byla Mše g-moll.

## Dílo

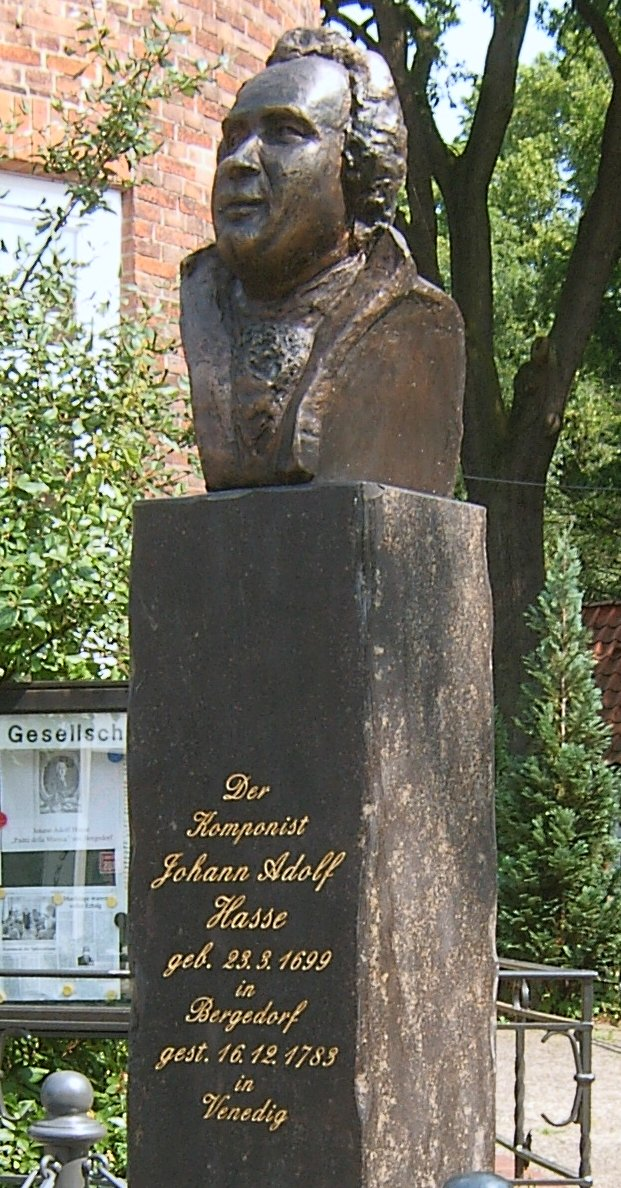
Pomník Johanna Adolpha Hasseho v rodném Bergedorfu

Málokterý skladatel se za svého života těšil tak mimořádnému úspěchu jako Johann Adolph Hasse. Jeho umění nadšeně aplaudovalo měšťanské publikum i korunované hlavy Neapole, Vídně, Drážďan, Berlína, Londýna i Paříže. V dnešní terminologii bychom řekli, že jeho hudba spojovala národy i generace. Za svého života se setkal s Johannem Sebastianem Bachem i Wolfgangem Amadeem Mozartem a s oběma hudebními velikány ho pojila vzájemná úcta.
Jeho dílo překonalo hranice neapolské operní školy, ke které bývá řazen a stal jedním ze zakladatelů klasického hudebního období. Přestože řada originálů jeho děl byla zničena jednak při bombardování Drážďan armádou Fridricha II. na počátku sedmileté války v roce 1760 a po druhé při bombardování Drážďan Spojenci ve druhé světové válce, dochovalo se víc než 60 oper, 12 oratorií, 60 mší a rekviem, 90 kantát a stovky dalších skladeb. Mezi nimi např. 80 flétnových koncertů psaných pro krále Fridricha II., který byl znamenitým amatérským hudebníkem. Soupis jeho děl zahrnuje na 1635 položek.

### Opery
1. Antioco (1721, Braunschweig)
2. Antonio e Cleopatra (1725, Neapol)
3. Il Sesostrate (1726, Neapol)
4. La Semele o sia La richiesta fatale (1726, Neapol)
5. L'Astarto (1726 Neapol)
6. Enea in Caonia (1727, Neapol)
7. Gerone tiranno di Siracusa (1727, Neapol)
8. Attalo, re di Bitinia (1728, Neapol)
9. L'Ulderica (1729, Neapol)
10. La sorella amante (1729, Neapol)
11. Tigrane (1729, Neapol)
12. Artaserse (1730, Benátky)
13. Dalisa (1730, Benátky)
14. Arminio (1730, Milán)
15. Ezio (1730, Neapol)
16. Cleofide (1731, Drážďany)
17. Catone in Utica (1731, Turín)
18. Cajo Fabricio (1732, Řím)
19. Demetrio (1732, Benátky)
20. Euristeo (1732, Benátky)
21. Issipile (1732, Neapol)
22. Siroe rè di Persia (1733, Bologna)
23. Sei tu, Lidippe, ò il sole (1734, Drážďany)
24. Senz'attender che di maggio (1734 Drážďany)
25. Tito Vespasiano, La clemenza di Tito (1735, Pesaro)
26. Senocrita (1737, Drážďany)
27. Atalanta (1737, Drážďany)
28. Asteria (1737, Drážďany)
29. Irene (1738, Drážďany)
30. Alfonso (1738, Drážďany)
31. Viriate (1739 Benátky)
32. Numa Pompilio (1741, Hubertusburg)
33. Lucio Papirio (1742, Drážďany)
34. Asilio d'amore (1742, Neapol)
35. Didone abbandonata (1742, Hubertusburg)
36. Endimione (1743, Neapol?)
37. Antigono (1743, ? Hubertusburg)
38. Ipermestra (1744, Vídeň)
39. Semiramide riconosciuta (1744, Neapol)
40. Arminio (1745, Drážďany)
41. La spartana generosa, ovvero Archidamia (1747, Drážďany)
42. Leucippo (1747, Hubertusburg)
43. Demofoonte (1748, Drážďany)
44. Il natal di Giove (1749, Hubertusburg)
45. Attilio Regolo (1750, Drážďany)
46. Ciro riconosciuto (1751, Drážďany)
47. Adriano in Siria (1752, Drážďany)
48. Solimano (1753, Drážďany)
49. L'eroe cinese (1753, Hubertusburg)
50. Artemisia (1754, Drážďany)
51. Il rè pastore (1755, Hubertusburg)
52. L'Olimpiade (1756, Drážďany)
53. Nitteti (1758, Benátky)
54. Il sogno di Scipione (1758, ? Varšava)
55. Achille in Sciro (1759, Neapol)
56. Alcide al bivio (1760, Vídeň )
57. Zenobia (1761, Vídeň)
58. Il trionfo di Clelia (1762, Vídeň)
59. Egeria (1764, Vídeň)
60. Romolo ed Ersilia (1765, Innsbruck)
61. Partenope (1767, Vídeň)
62. Piramo e Tisbe (1768, Vídeň)
63. Il Ruggiero ovvero L'eroica grattitudine (1771, Milán)